# Cerciîci, Volodîmîr-Volînskîi
Cerciîci (în ucraineană Черчичі) este un sat în comuna Bubniv din raionul Volodîmîr-Volînskîi, regiunea Volînia, Ucraina.

## Demografie
Componența lingvistică a localității Cerciîci
     Ucraineană (98,05%)
     Rusă (1,95%)
Conform recensământului din 2001, majoritatea populației localității Cerciîci era vorbitoare de ucraineană (98,05%), existând în minoritate și vorbitori de rusă (1,95%).